# Polska Scena Punk Vol.8 – Hipokryzja i zdrada
Polska Scena Punk Vol.8 – Hipokryzja i zdrada – album muzyczny zawierający utwory różnych, polskich wykonawców muzycznych zaliczanych do sceny punk rockowej wydany w 2024 r. Składanka ta ukazała się nakładem wytwórni muzycznej NOG Records. Była to ósma publikacja w ramach nowej odsłony serii albumów wydawanych na płytach kompaktowych przez tę wytwórnię pod szyldem Polska Scena Punk.

## Historia
Pomysł, idea, ale przede wszystkim również możliwość wydania albumów serii „Polska Scena Punk” wynikły z faktu, że Piotr Giglewicz, lider zespołu Uliczny Opryszek, wcześniej także wspólnie ze swoim bratem, Mariuszem Giglewiczem (w różnych okresach czasu m.in. Nauka o Gównie, Uliczny Opryszek), zgromadził bardzo dużą kolekcję historycznych nagrań, często nigdzie niedostępnych. W kolekcji tej są dema, bootlegi i dawne albumy, często już w czasie ich publikacji trudno dostępne. Pierwsza część publikacji została wydana w kilku albumach muzycznych zamieszczonych na kasetach magnetofonowych. Wydawcą była wytwórnia muzyczna założona przez Mariusza Gilewicza – GRS Tapes – która specjalizowała się w wydawnictwach muzycznych związanych ze sceną niezależną publikowanych jeszcze na wspominanych kasetach magnetofonowych.
Po założeniu i zorganizowaniu przez wyżej wymienionego Mariusza Gilewicza nowej wytwórni muzycznej – NOG Records – która dystrybuowała wydawane przez siebie albumu muzyczne już na płytach kompaktowych i w wybranych przypadkach na płytach gramofonowych, powrócono do pomysłu sprzed lat i rozpoczęto wydawanie nowej edycji publikacji seryjnej, stanowiącej kontynuację poprzedniej odsłony, obejmującej wybrane nagrania polskich zespołów punk rockowych i ewentualnie innych, pokrewnych, ale związanych ze sceną niezależną, również pod hasłem „Polska Scena Punk”. Jak poprzednio poszczególne części składanki otrzymywały kolejne numery, z nową numeracją „od początku”, czyli od jedynki (choć pierwszy z albumów nie miał w tytule numeru, który został dodany od drugiej publikacji), ale z dodanym indywidualnym dla każdej z części podtytułem.
Pierwszy album nowej odsłony składanek wydawanych w ramach serii wydawniczej „Polska Scena Punk” wydany został w 2019 r. Otrzymał on tytuł „Polska Scena Punk – Być zawsze sobą”. W kolejnych latach ukazywały się następne części składanki. W 2023 r., wydano część szóstą  pod tytułem „Polska Scena Punk Vol.6 – Zawyły syreny”, a po niej w ukazywała się, jeszcze w tym samym 2023 r., część siódma pod tytułem „Polska Scena Punk Vol.7 – Stacja Warszawa”. Seria jest kontynuowana i w 2024 r. wydano niniejszą część ósmą pod tytułem „Polska Scena Punk Vol.8 – Hipokryzja i zdrada”.

## Muzyka i wykonawcy
Muzyka zaprezentowana w ramach albumu należy nurtów muzycznych przynależnych do gatunku muzycznego jakim jest rock, przy czym wykonawcy, których utwory zamieszczono w tym wydaniu postrzegani są jako przynależni do muzycznej sceny alternatywnej, niezależnej. Pośród wspominanych nurtów muzycznych, do których zaliczane są prezentowane utwory, zdecydowanie dominuje punk rock. W albumie znajdują się utwory dwudziestu sześciu różnych wykonawców, przy czym dla każdego z nich zamieszczono po jednym utworze muzycznym. Są to następujące zespoły: Autsajder, Cela nr 3, Chaos (feat. Siczka – Eugeniusz Olejarczyk), Damned Souls, Defloracja, Dżentelmani, Esperal, Gorsi Ludzie, GWN, Izerbejdżan, KBO, Kultura Obszczymura, Nauka o Gównie (feat. Vova – Piotr Wojciechowski), Optiwhite, Sajgon, Stare Dziady, Strefa Skażenia, Stress, Szum, The Thinners, Twój Stary, Uliczny Opryszek, WSK Punk, Zbuntowana Gówniara, Zwarcie w Inkóbatoże, Zwłoki.

## Album
Album muzyczny „Polska Scena Punk Vol.8 – Hipokryzja i zdrada” został wydany przez wytwórnię muzyczną NOG Record. W ramach katalogu wydawcy ma on przypisany identyfikator – 020 (NR020, NR 020). Nośnikiem danych, na którym go dystrybuowano, była jedna płyta kompaktowa. Została ona umieszczona w standardowym opakowaniu typu digipack. Dystrybucją zajmowała się między innymi firma RockersPro. Jest to album kompilacyjny. Okładkę, grafikę i opracowanie zdjęć fotograficznych (pochodzących z zasobów poszczególnych wykonawców) opracował Waldemar Dylewski, a inżynierem dźwięku i realizatorem dźwięku był Norbert Krupa. Całkowity czas trwania ścieżki dźwiękowej wynosi 79 minut i 19 sekund.
Album, podobnie jak cała seria, został wydany pod patronatem kampanii społecznej prowadzonej pod hasłem „Muzyka Przeciwko Rasizmowi”, zapoczątkowanej przez Marcina Kornaka i realizowanej przez Stowarzyszenie „Nigdy Więcej”. W związku z tym na okładce albumu zamieszczono logo wymienionej akcji.

## Utwory
| Lp | Wykonawca            | Tytuł               | Czas (min:sek) | uwagi                               |
| -- | -------------------- | ------------------- | -------------- | ----------------------------------- |
| 1  | Gorsi Ludzie         | Hipokryzja i zdrada | 02:09          |                                     |
| 2  | Uliczny Opryszek     | Hipokryta           | 03:01          |                                     |
| 3  | Esperal              | Bruk                | 03:35          |                                     |
| 4  | Defloracja           | Koła czasu          | 04:56          |                                     |
| 5  | Zwłoki               | Za moimi drzwiami   | 02:39          |                                     |
| 6  | GWN                  | Nie ma życia!       | 04:20          |                                     |
| 7  | Optiwhite            | Kłamca              | 02:54          |                                     |
| 8  | KBO                  | Będziesz tańczyć    | 01:52          |                                     |
| 9  | Kultura Obszczymura  | Heavy porno         | 03:20          |                                     |
| 10 | Cela nr 3            | Kwiaty              | 03:15          |                                     |
| 11 | Nauka o Gównie       | Diabeł              | 03:40          | feat. Vova (Piotr Wojciechowski)    |
| 12 | Autsajder            | Robole              | 01:39          |                                     |
| 13 | Stress               | Pomnik              | 01:51          |                                     |
| 14 | Zbuntowana Gówniara  | Pseudo punki        | 02:43          |                                     |
| 15 | Sajgon               | Amerykański full    | 02:34          |                                     |
| 16 | Stare Dziady         | Jestem jaki jestem  | 02:55          |                                     |
| 17 | The Thinners         | Kolejka             | 03:19          |                                     |
| 18 | WSK Punk             | Cywilizacja         | 01:36          |                                     |
| 19 | Szum                 | Propaganda          | 03:33          |                                     |
| 20 | Twój Stary           | Zwymyślać           | 03:05          |                                     |
| 21 | Chaos                | Rick Danger         | 03:55          | feat. Siczka (Eugeniusz Olejarczyk) |
| 22 | Zwarcie w Inkóbatoże | Browary             | 02:31          |                                     |
| 23 | Damned Souls         | Serca Krzyk         | 03:06          |                                     |
| 24 | Izerbejdżan          | Kredyt z natury     | 03:10          |                                     |
| 25 | Dżentelmani          | Ptaki               | 04:04          |                                     |
| 26 | Strefa Skażenia      | Wyścig szczurów     | 02:40          |                                     |